# Svømning under sommer-OL 1920
Svømning under sommer-OL 1920. Svømning var med for sjette gang på det olympiske program i Antwerpen 1920. Der blev konkurreret i ti svømmedicipliner, syv for mænd og tre for damer. 

## Medaljer
| Svømning 1920 Antwerpen | Svømning 1920 Antwerpen | Svømning 1920 Antwerpen | Svømning 1920 Antwerpen | Svømning 1920 Antwerpen | Svømning 1920 Antwerpen |
| ----------------------- | ----------------------- | ----------------------- | ----------------------- | ----------------------- | ----------------------- |
| Nr.                     | Land                    | Guld                    | Sølv                    | Bronze                  | Totalt                  |
| 1.                      | USA                     | 8                       | 5                       | 3                       | 16                      |
| 2.                      | Sverige                 | 2                       | 2                       | 1                       | 5                       |
| 3.                      | Australien              | 0                       | 1                       | 1                       | 2                       |
| 3.                      | Canada                  | 0                       | 1                       | 1                       | 2                       |
| 5.                      | Storbritannien          | 0                       | 1                       | 1                       | 2                       |
| 6.                      | Finland                 | 0                       | 0                       | 2                       | 2                       |
| 7.                      | Belgien                 | 0                       | 0                       | 1                       | 1                       |
| Totalt                  | Totalt                  | 10                      | 10                      | 10                      | 30                      |

## Herrer

### 100 m fri
| Plads | Udøver           | Land | Tid    |
| ----- | ---------------- | ---- | ------ |
| 1.    | Duke Kahanamoku  | USA  | 1.01,4 |
| 2.    | Pua Kela Kealoha | USA  | 1.02,6 |
| 3.    | William Harris   | USA  | 1.03,0 |
| 4.    | William Herald   | AUS  | 1.03,8 |

### 400 m fri
| Plads | Udøver            | Land | Tid    |
| ----- | ----------------- | ---- | ------ |
| 1.    | Norman Ross       | USA  | 5.26,8 |
| 2.    | Ludy Langer       | USA  | 5.29,0 |
| 3.    | George Vernot     | CAN  | 5.29,6 |
| 4.    | Fred Kahele       | USA  |        |
| —     | Frank Beaurepaire | AUS  | DNF    |

### 1500 m fri
| Plads | Udøver            | Land | Tid     |
| ----- | ----------------- | ---- | ------- |
| 1.    | Norman Ross       | USA  | 22.23,2 |
| 2.    | George Vernot     | CAN  | 22.36,4 |
| 3.    | Frank Beaurepaire | AUS  | 23.04,0 |
| 4.    | Fred Kahele       | USA  | 23.59,1 |
| 5.    | Eugene Bolden     | USA  | 24.04,3 |

### 100 m ryg
| Plads | Udøver              | Land | Tid    |
| ----- | ------------------- | ---- | ------ |
| 1.    | Warren Paoa Kealoha | USA  | 1.15,2 |
| 2.    | Raymond Kegeris     | USA  | 1.16,8 |
| 3.    | Gérard Blitz        | BEL  | 1.19,0 |
| 4.    | Perry McGillivray   | USA  | 1.19,4 |
| 5.    | Harold Kruger       | USA  |        |

### 200 m bryst
| Plads | Udøver        | Land | Tid    |
| ----- | ------------- | ---- | ------ |
| 1.    | Håkan Malmrot | SWE  | 3.04,4 |
| 2.    | Thor Henning  | SWE  | 3.09,2 |
| 3.    | Arvo Aaltonen | FIN  | 3.12,2 |
| 4.    | Jack Howell   | USA  |        |
| 5.    | Ivan Stedman  | AUS  |        |
| —     | Per Cederblom | SWE  | DNF    |

### 400 m bryst
| Plads | Udøver        | Land | Tid    |
| ----- | ------------- | ---- | ------ |
| 1.    | Håkan Malmrot | SWE  | 6.31,8 |
| 2.    | Thor Henning  | SWE  | 6.45,2 |
| 3.    | Arvo Aaltonen | FIN  | 6.48,0 |
| 4.    | Jack Howell   | USA  | 6.51,0 |
| 5.    | Per Cederblom | SWE  | 7.08,0 |

### 4x200 m fri
| Plads | Utøvere                                                            | Land    | Tid        |
| ----- | ------------------------------------------------------------------ | ------- | ---------- |
| 1.    | Perry McGillivray Pua Kela Kealoha Norman Ross Duke Kahanamoku     | USA     | VR 10.04,4 |
| 2.    | Henry Hay William Herald Ivan Stedman Frank Beaurepaire            | AUS     | 10.25,4    |
| 3.    | Leslie Savage Edward Peter Henry Taylor Harold Annison             | GBR     | 10.37,2    |
| 4.    | Robert Andersson Frans Möller Orvar Trolle Arne Borg               | SWE     | 10.50,2    |
| 5.    | Mario Massa Agostino Frassinetti Antonio Quarantotto Gilio Bisagno | Italien |            |

## Damer

### 100 m fri
| Plads | Udøver            | Land | Tid       |
| ----- | ----------------- | ---- | --------- |
| 1.    | Ethelda Bleibtrey | USA  | 1.13,6 VR |
| 2.    | Irene Guest       | USA  | 1.17,0    |
| 3.    | Frances Schroth   | USA  | 1.17,2    |
| 4.    | Constance Jeans   | GBR  | 1.22,8    |
| 5.    | Violet Walrond    | NZL  |           |
| 6.    | Jane Gylling      | SWE  |           |

### 300 m fri
| Plads | Udøver              | Land | Tid       |
| ----- | ------------------- | ---- | --------- |
| 1.    | Ethelda Bleibtrey   | USA  | 4.34,0 VR |
| 2.    | Margaret Woodbridge | USA  | 4.42,8    |
| 3.    | Frances Schroth     | USA  | 4.52,0    |
| 4.    | Constance Jeans     | GBR  | 4.52,4    |
| 5.    | Eleanor Uhl         | USA  |           |
| 6.    | Jane Gylling        | SWE  |           |

### 4x100 m fri
| Plads | Utøvere                                                           | Land | Tid       |
| ----- | ----------------------------------------------------------------- | ---- | --------- |
| 1.    | Margaret Woodbridge Frances Schroth Irene Guest Ethelda Bleibtrey | USA  | VR 5.11,6 |
| 2.    | Hilda James Constance Jeans Charlotte Radcliffe Grace McKenzie    | GBR  | 5.40,8    |
| 3.    | Aina Berg Emily Machnow Carin Nilsson Jane Gylling                | SWE  | 5.43,6    |